# Isola di Northbrook
L'isola di Northbrook (in russo Остров Нортбрук, ostrov Nortbruk) è un'isola disabitata russa che fa parte dell'arcipelago della Terra di Francesco Giuseppe, bagnata dal mare di Barents. Amministrativamente fa parte dell'oblast' di Arcangelo.

## Geografia
L'isola di Northbrook si trova nella parte sud-occidentale dell'arcipelago, a sud est dell'isola di Bruce. L'estrema punta settentrionale dell'isola è capo Lagernyj (мыс Лагерный; in italiano "accampamento"); la punta sud-orientale si chiama capo Barents. A nord-ovest il canale di Myers la separa dalle isole di Bruce e di Mabel. A est, al di là del largo canale di De Bruyne (Де-Брюйне, De-Brjujne), ci sono le isole di Etheridge e poi l'isola di Hooker.

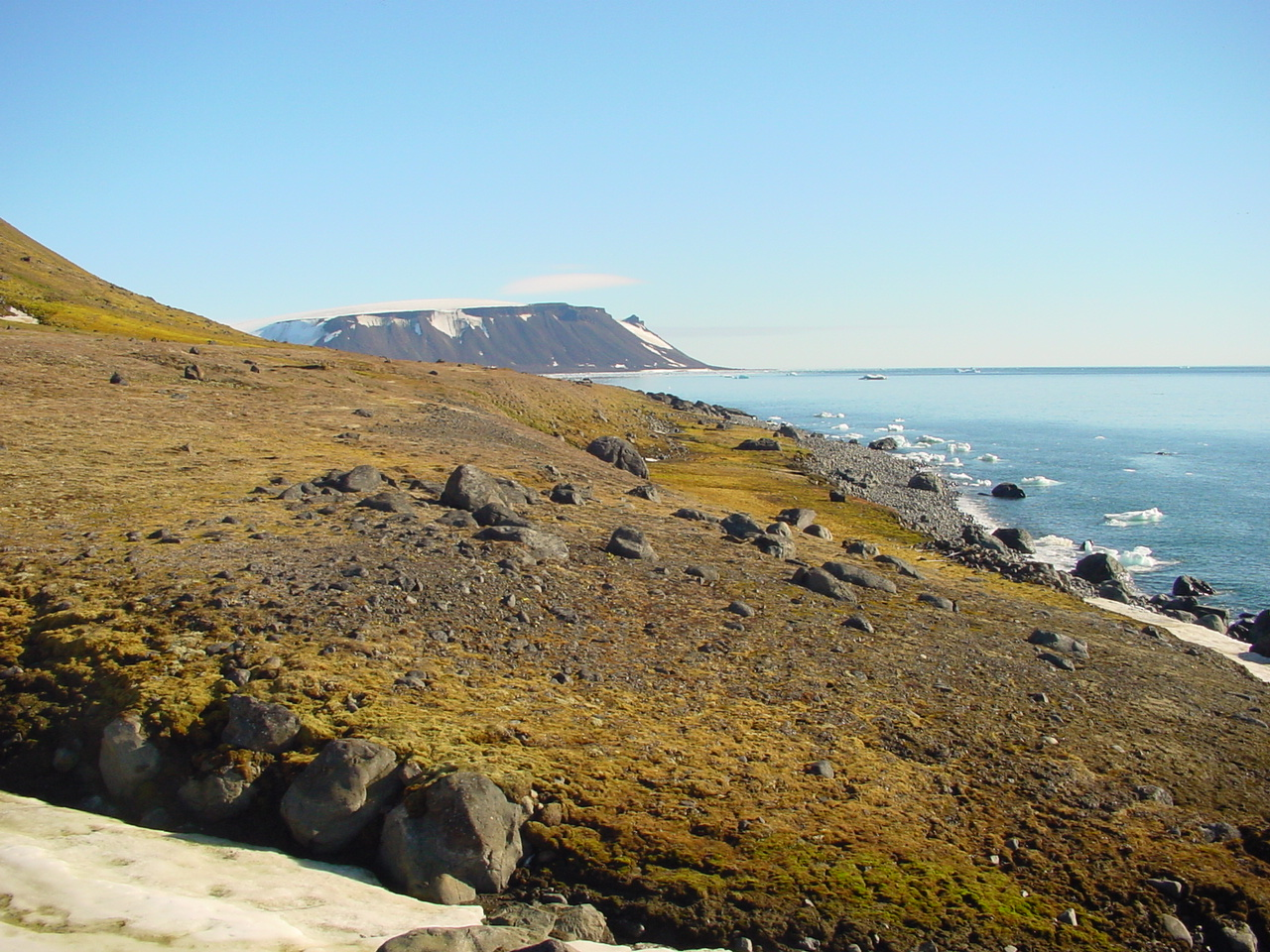
Costa dell'isola di Northbrook

## Isole adiacenti
- Isola di Robertson, a nord di capo Barents.
- Isola di Jurij Kučiev, a sud-ovest. Scoperta nel 2008 e ritenuta precedentemente una parte di Northbrook.

## Storia
L'isola è una delle più accessibili di tutto l'arcipelago. Pertanto, è spesso stata la base principale delle spedizioni polari tra la fine del XIX e l'inizio del XX secolo.
L'isola è stata così chiamata in onore di Thomas Baring, conte di Northbrook, che fu presidente della Royal Geographical Society (1890-1893).